# 羅伯特·G·鄧恩
羅伯特·G·「鮑伯」·鄧恩（英語：Robert G. "Bob" Dunn；1923年1月25日—2017年3月15日），是美國的共和黨政治人物，前明尼蘇達州參議院及眾議院議員。

## 生平
鄧恩在明尼蘇達州明尼阿波利斯出生，祖父是前明尼苏达州议会審計長羅伯特·C·鄧恩，1948年在安默斯特學院獲得政治學學士學位。他曾在美國海軍陸戰隊服役，參與二戰和韓戰，其後鄧恩於明尼蘇達州普林斯頓擔任木材經銷商和建築承包商，亦曾在林斯頓城市規劃委員會任職。
1965年起，他以共和黨黨籍身分當選為明尼蘇達州眾議院議員；至1973年成為州參議院議員，到1980年辭職，之後於1980年－1985年擔任明尼蘇達廢物管理委員會主任和主席。2017年3月15日，鄧恩在普林斯頓的家中逝世。